# Elizabeth Gaskell
 (décembre 2023).
Si vous disposez d'ouvrages ou d'articles de référence ou si vous connaissez des sites web de qualité traitant du thème abordé ici, merci de compléter l'article en donnant les références utiles à sa vérifiabilité et en les liant à la section « Notes et références ».
Pour les articles homonymes, voir Gaskell.
Œuvres principales
- Mary Barton (1848)
- Cranford (1851-1853)
- North and South (1854-1855)
- Wives and Daughters (1864-1866)

Elizabeth Gaskell, née le 29 septembre 1810 à Londres et morte le 12 novembre 1865 à Holybourne, près d'Alton dans le Hampshire, est une romancière, nouvelliste et biographe britannique.

## Biographie

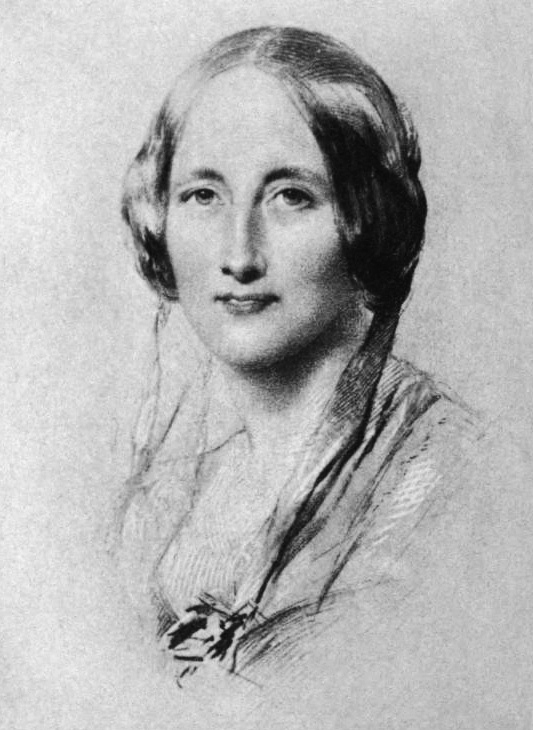
Elizabeth Gaskell en 1851, portrait par George Richmond.

### Jeunesse et formation
Elle naît Elizabeth Cleghorn Stevenson au 93 Cheyne Walk, à Chelsea le 29 septembre 1810. Sa mère, Eliza Holland, appartient à une famille influente du West Midlands qui est liée à d'autres familles unitariennes connues, comme les Wedgwood (porcelaine) et les Darwin (naturaliste), mais elle meurt quand Elizabeth est enfant. Son père, William Stevenson (1772-1829), était ministre unitarien à Manchester mais a abandonné la vie religieuse en 1792. Successivement fermier, éditeur, écrivain, il se fixe finalement à Londres en 1806 où il a la charge des Archives du Trésor (Keeper of the Records of the Treasury) ; il se remarie après la mort d'Eliza, en 1814.
Elle passe l'essentiel de son enfance dans le Cheshire, où elle vit avec la sœur de sa mère, Hannah Holland (1768-1837), Aunt Lumb, à Knutsford, ville qu'elle immortalisera plus tard dans Cranford (et qu'évoque également Épouses et Filles, sous le nom de Hollingford). Elle est envoyée à douze ans à l'école des sœurs Byerley d'abord à Barford puis à Stratford-on-Avon à partir de 1824, où elle apprend le latin, le français et l'italien. Elle retourne chez son père à Londres en 1828, après la disparition de son frère John Stevenson, qui naviguait pour l'East India Company,. Elle s'entend mal avec sa belle-mère, une sœur du peintre de miniatures écossais William John Thomson (qui peint un portrait célèbre d'Elizabeth en 1832). En 1829, date de la mort de son père, elle retourne à Knutsford.
Elle a également séjourné un temps à Newcastle upon Tyne chez le révérend William Turner (un unitarien, lui aussi) et à Édimbourg en 1831, où fut peint son portrait par William John Thomson.

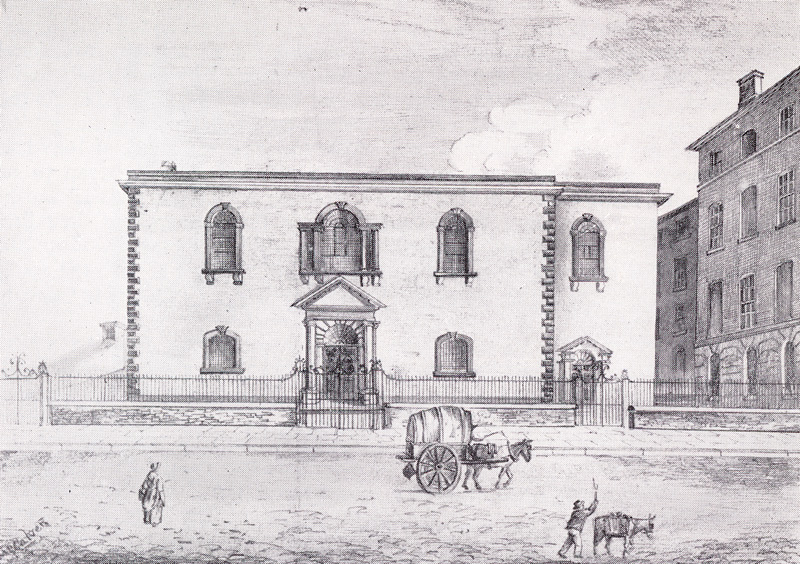
Cross Street Chapel, vers 1835.

### Carrière
Elle commence à écrire sur les conseils de son mari pour lutter contre l'abattement dans lequel l'a plongée la mort de William, leur unique garçon, décédé à neuf mois de la fièvre écarlate.
Cross Street Chapel est un centre unitarien important. Les cercles que fréquentent les Gaskell comportent des dissidents religieux et des réformateurs sociaux, notamment la sociologue et journaliste Harriet Martineau, sœur du philosophe James Martineau ainsi que les écrivains et éditeurs quakers William Howitt (en) et Mary Howitt. Mrs Gaskell est une amie de Charles Dickens et de Charlotte Brontë, et aussi une amie et une admiratrice de Florence Nightingale. La maison qu'elle habite au début des années 1850, 42 (actuellement 84) Plymouth Grove, est le centre vivant où s'épanouissent ses activités religieuses, sociales, littéraires et domestiques.

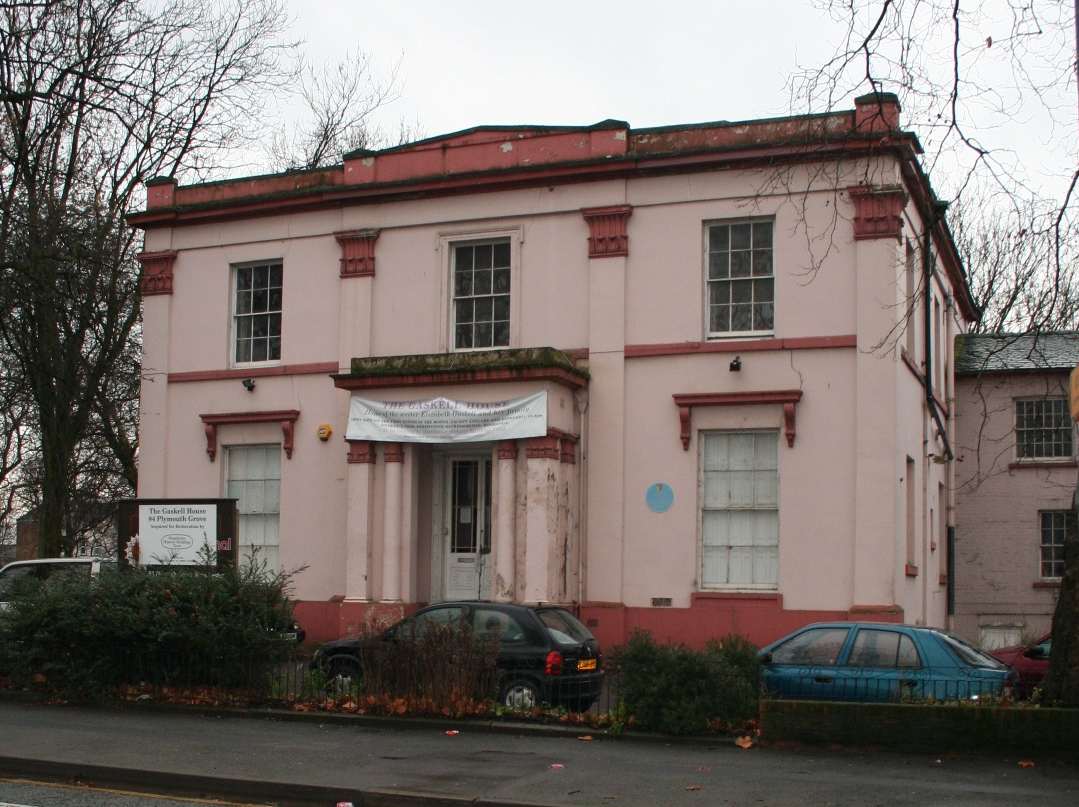
La maison des Gaskell, Plymouth Grove, en 2006, avant restauration par le Manchester Historic Buildings Trust.

En 1855 elle passe quelque temps à Paris et à Londres, où elle apprend la mort de Charlotte Brontë, dont elle écrit la première biographie en 1857, livre qui a joué un rôle significatif dans l'essor de la réputation de la famille de Haworth. En février 1857, elle est l'hôte, à Rome, du sculpteur américain William Whetmore Story et y elle rencontre Charles Eliot Norton avec qui elle entretiendra une correspondance continue jusqu'à sa mort.

### Vie privée
C'est en allant rendre visite à la fille du révérend William Turner, épouse d'un pasteur unitarien à la chapelle unitarienne de Cross Street à Manchester qu'elle rencontre son collègue William Gaskell. Le 30 août 1832, ils se marient à Knutsford, et s'installent 14 Dover Street, à Manchester. William Gaskell est un prédicateur apprécié, un professeur, qui mène une carrière littéraire. Après la petite ville provinciale de Knutsford, la « chère vieille triste enfumée sombre et grise Manchester » (« dear old dull ugly smoky grim grey Manchester ») inspire à Mrs Gaskell des sentiments ambivalents, dont Mary Barton et North and South se feront l'écho.
C'est à Dover Street que naissent les trois premiers enfants, Marianne, Margaret-Emily (Meta) et Florence. Les deux suivants, William et Julia naissent 121 Uper Rumford Street.
Mrs Gaskell meurt brutalement d'une crise cardiaque, le dimanche 12 novembre 1865, à l'âge de 55 ans, en prenant le thé et au milieu d'une phrase, à Alton, dans le Hampshire. Elle y était allée, accompagnée de ses filles, faire secrètement restaurer et meubler une vieille demeure, officiellement pour la retraite de son mari, quoique Mr Gaskell ait continué à vivre et travailler à Plymouth Grove jusqu'à sa mort en 1884 et que la maison n'ait jamais été habitée par les Gaskell. Elle est enterrée dans le petit cimetière de Knutsford, tout près du porche de l'église unitarienne Brook Street Chapel. Sa tombe, très simple, est régulièrement fleurie par les admirateurs anonymes de passage.

## Regards sur son style

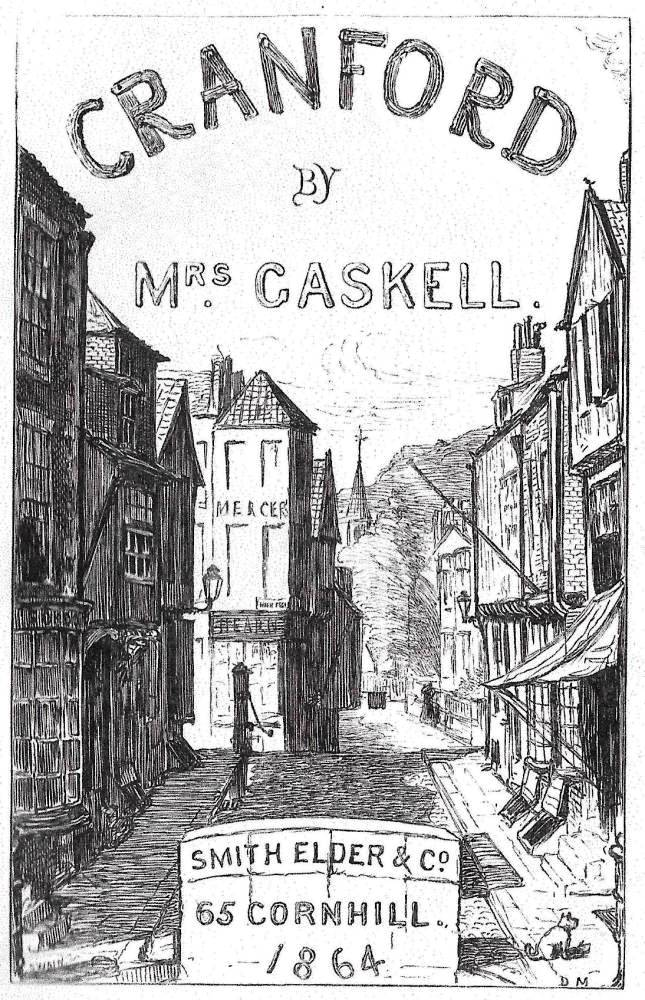
Illustration de la couverture de Cranford d'Elizabeth Gaskell par George du Maurier (1864)

Avec l'aide de Charles Dickens, qui publie les œuvres de Mrs Gaskell dans son journal Household Words, elle devient célèbre, notamment pour ses histoires de fantômes ((en) ghost stories en anglais). Ces histoires sont très différentes, dans le style, de ses romans industriels et appartiennent au genre du roman gothique.
Bien que son écriture se conforme aux conventions victoriennes (elle signe notamment « Mrs. Gaskell »), Elizabeth Gaskell construit habituellement ses histoires comme des critiques des attitudes de l'ère victorienne, particulièrement celles envers les femmes, avec des récits complexes et des caractères féminins dynamiques. Pour Laurence Lerner elle peut être rapprochée de Jane Austen, « le grand écrivain de comédies sérieuses » et George Eliot, « le grand écrivain de tragédies spirituelles », comblant, en quelque sorte, le vide qui les sépare.
Le style de Mrs Gaskell est célèbre pour l'usage de mots appartenant au dialecte local dans la bouche de personnages de la middle-class et du narrateur.
Mrs. Gaskell se range aujourd'hui parmi les romanciers britanniques majeurs de l'ère victorienne et de la littérature britannique. Un certain nombre d'événements ont marqué le bicentenaire de sa naissance, dont une exposition à Tatton (Knutsford, Tatton Park, et Dunham sont mis en scène dans Cranford).

## Œuvres
Le premier roman de Mrs Gaskell, Mary Barton, A Tale of Manchester Life, paraît anonymement en 1848. Les plus connues de ses autres œuvres sont Cranford (1853), chronique savoureuse d'une petite ville du nord de l'Angleterre, sous la forme d'une série de tableaux et vignettes mettant en scène les personnages pittoresques de la petite ville inspirée de Knutsford où elle avait résidé. North and South (1854) et Wives and Daughters (1865). Elle est également l'auteur de Cousin Phyllis (Cousine Phyllis), paru en 1864, appartenant au genre qu'on appelle en anglais « novella », c'est-à-dire intermédiaire entre le roman et la nouvelle, que beaucoup d'admirateurs de Mrs Gaskell considèrent avec intérêt.
Son grand roman Wives and Daughters, an Every-Day Story (Épouses et Filles, une histoire de tous les jours), est publié mensuellement (18 épisodes) par le The Cornhill Magazine d'août 1864 à janvier 1866. Certains numéros sont donc posthumes et au dernier ne manque, peut-être, qu'une vingtaine de pages. L'éditeur du Cornhill, Frederick Greenwood, ajouta quatre pages pleines de tact et de discrète émotion, suggérant comment le roman aurait fini.

### Romans

#### Éditions originales
- Mary Barton, Londres, Smith, Elder (réimpr. 1873, ...1996, 2006, 2009, 2012) (1re éd. 1848), 475 p. (ISBN 9780141199726, OCLC 12716712, lire en ligne),
- Cranford : the Cage at Cranford : the Moorland Cottage, Londres, Humphery Miliford (réimpr. 1907, 1927, 2006, 2008, 2012) (1re éd. 1853), 339 p. (OCLC 827686158, lire en ligne),
- North and South, Londres, Bradbury and Evans (réimpr. 1994, 2003, 2012, 2016) (1re éd. 1854), 536 p. (ISBN 9781530563258, OCLC 1089832918, lire en ligne),

#### Traductions francophones
- Mary Barton (1848), (une histoire de la vie à Manchester), traduction française : Mary Barton, roman traduit, préfacé et annoté par Françoise du Sorbier, éditions Fayard, mars 2014.
- Cranford (1851-1853), traduction française de Dominique Jean, Aubier-Montaigne 1981. Contient aussi la longue nouvelle (Novella) Ma cousine Phillis ; traduction de Béatrice Vierne, Herne 2009,  (ISBN 978-2-85197-906-3).
- Mr. Harrison’s Confessions (1851), traduction française de Béatrice Vierne: Les confessions de Mr Harrison, L'Herne, 2010, réédité en poche chez Points (2012)
- Ruth (1853) (histoire de la rédemption d'une « femme perdue » et plaidoyer pour une attitude charitable), trad. française : Ruth, roman traduit par Aline Azoulay. Éditions Phébus, 2014.  (ISBN 978-2-7529-0737-0)
- North and South (1854-1855), trad. française : Nord et Sud, roman traduit, préfacé et annoté par Françoise du Sorbier. Fayard, 2005.  (ISBN 978-2-213-62730-4) (deuxième roman lié à Manchester), le plus populaire de ses romans industriels, et le seul qu'elle se sentait capable de relire.
- Loïs the Witch (1861), trad. française : La Sorcière de Salem, Corti, 1999
- Sylvia's Lovers (en), illustré par George du Maurier, (1863), trad. française : Les Amoureux de Sylvia (Fayard, 2012), roman traduit, préfacé et annoté par Françoise du Sorbier. L'histoire se passe dans un port du nord-est pendant les guerres napoléoniennes, dernier roman paru de son vivant.
- Wives and Daughters, an Every-Day Story (1864-1866). Trad. français de Béatrice Vierne : Femmes et Filles, L'Herne, 2005,  (ISBN 2-85197-710-5). Le personnage de Roger Hamley est inspiré par Charles Darwin, si on se fie à une lettre d'Elizabeth Gaskell elle-même.

### Recueils de nouvelles
- The Moorland Cottage (1850)
- Mr Harrison's Confessions, Londres (réimpr. 2004, 2012, 2014) (1re éd. 1851), 116 p. (ISBN 9781843915188, lire en ligne),
- The Old Nurse's Story, Londres, Chapman & Hall (réimpr. 1860,... 2015) (1re éd. 1853), 68 p. (ISBN 9780141397375, OCLC 335738812, lire en ligne),
- Lizzie Leigh, Londres, Chapman and Hall (réimpr. 2006, 2007, 2014) (1re éd. 1850), 41 p. (ISBN 9781499286557, OCLC 951089317, lire en ligne),
- My Lady Ludlow, New York, Harper, coll. « Harper's library of select novels » (no 209) (réimpr. 1871, 1906, 1985, 1995, 2004, 2012, 2018, 2022) (1re éd. 1858), 144 p. (ISBN 9781406528046, OCLC 6947601, lire en ligne),
- Round the Sofa (1859)
- A Dark Night's Work (1863)
- Cousin Phillis and Other Stories, Londres, Smith Elder,, coll. « Short Stories » (réimpr. 2010, 2020) (1re éd. 1865), 324 p. (ISBN 9780199239498, OCLC 541078509, lire en ligne),

### Nouvelles
- The Squire's Story (1853)
- Half a Life-time Ago (1855)
- An Accursed Race (1855)
- The Manchester Marriage (1858)
- The Half-brothers (1859)
- The Grey Woman (1861)

### Biographie
- The Life of Charlotte Brontë (1857), biographie écrite à la demande de Patrick Brontë, son père, mais qui parut expurgée à la deuxième édition (posthume). Trad. française :Charlotte Brontë, Éditions du Rocher, 2004

### Adaptations des œuvres
- en 1971, Wives and Daughters (Épouses et filles) a fait l'objet pour la BBC d'une première adaptation en six épisodes de Hugh David, sur un scénario de Michael Voysey, avec Zhivila Roche (Molly Gibson) et Alan MacNaughton (Dr Gibson), diffusée du 14 novembre au 19 décembre 1971.
- en 1999 une seconde adaptation en quatre épisodes de Sue Birtwistle, sur un scénario de Andrew Davies, avec Justine Waddell (Molly Gibson), Keeley Hawes (Cynthia Kirkpatrick), Michael Gambon (le squire Hamley), Tom Hollander (Osborne Hamley), Anthony Howell (Roger Hamley), et Bill Paterson (Dr Gibson), diffusée entre le 28 novembre et le 19 décembre 1999.
- En 2004, North and South a fait l'objet d'une adaptation en quatre épisodes de Brian Percival sur un scénario de Sandy Welch diffusée sur BBC One entre novembre et décembre 2004, avec Daniela Denby-Ashe (Margaret Hale) et Richard Armitage (John Thornton).
- En 2007, Cranford Une mini-série en cinq épisodes de 60 minutes, sur un scénario de Heidi Thomas, produite par Sue Birtwistle et Susie Conklin, avec Judi Dench dans le rôle de Miss Matty.
- En 2009, deux nouveaux épisodes de Cranford sont diffusés à Noël.